# Ula Stöckl
 (mars 2024).
 (mars 2024).
Si vous disposez d'ouvrages ou d'articles de référence ou si vous connaissez des sites web de qualité traitant du thème abordé ici, merci de compléter l'article en donnant les références utiles à sa vérifiabilité et en les liant à la section « Notes et références ».
Ula Stöckl est une réalisatrice allemande née le 5 février 1938 à Ulm.
Ula Stöckl fait partie du Nouveau cinéma allemand[réf. nécessaire].

## Biographie
En 1968 sort Les Neuf vies d'un chat, film nouvelle vague, d'avant-garde, aux passages oniriques, qui marque les débuts du cinéma féminin et féministe en Allemagne de l'Ouest[réf. nécessaire].
En 1971, elle gagne une « Recommendation » à l'Interfilm Award de la Berlinale. Deux de ses films sont nommés au Festival international du film de Chicago.
Ula Stöckl est active au théâtre pendant une courte période. Elle coproduit avec Rainer Werner Fassbinder le drame scénique Mademoiselle Julie de Strindberg au Theater am Turm  à Francfort en 1974, dont la première a eu lieu le 8 octobre 1974.

## Filmographie
- 1968 : Neun Leben hat die Katze (Les Neuf vies d'un chat)
- 1971 : Geschichten vom Kübelkind (Tales of the Dumpster Kid)